# Альваро Давід Монтеро
Альваро Давід Монтеро (ісп. Álvaro David Montero, нар. 29 березня 1995, Ель-Моліно) — колумбійський футболіст, воротар клубу «Мільйонаріос» та національної збірної Колумбії.

## Клубна кар'єра
Альваро Монтеро народився у колумбійському місті Ель-Моліно, проте він є вихованцем бразильського клубу «Сан-Каетану». 21 липня 2013 року в матчі Кубка Бразилии він дебютував у основному складі команди проти клубу «Сан-Бернардо». Улітку 2015 року Монтеро перейшов до аргентинського клубу «Сан-Лоренсо», втім за основний склад клубу так і не зіграв.
У 2017 році Альваро Монтеро повернувся на батьківщину, де став гравцем клубу «Кукута Депортіво». 8 березня у поєдинку Кубка Колумбії проти клубу «Ла Екідад» Альваро дебютував за нову команду.. На початку 2018 року заради більшої ігрової практики Монтеро перейшов до клубу «Депортес Толіма». 25 березня в матчі проти клубу «Індепендьєнте Медельїн» він дебютував у першості країни. У своєму дебютному сезоні Альваро допоміг клубу виграти Апертуру чемпіонату Колумбії. У 2022 року Монтеро перейшов до клубу «Мільйонаріос», де відразу став гравцем основи.

## Виступи за збірні
У 2015 році у складі молодіжної збірної Колумбії Монтеро зайняв друге місце на молодіжній першості Південної Америки в Уругваї. На турнірі він зіграв у матчах проти команд Чилі, Перу, Парагваю, Аргентини, Венесуели, Бразилії та двічі проти Уругваю.
Улітку цього ж року Монтеро брав участь у молодіжному чемпіонаті світу в Новій Зеландії. На турнірі він зіграв у матчах проти збірних Катару, Португалії, Сенегалу і США.
4 червня 2019 року у товариському матчі проти збірної Панами Монтеро дебютував у збірній Колумбії. У складі збірної став учасником Кубка Америки з футболу 2019 року в Бразилії.

## Титули та досягнення
- Володар Суперкубка Аргентини — 2015
- Чемпіон Колумбії — 2018А, 2021А, 2023А
- Володар Кубка Колумбії — 2022
- Володар Суперліги Колумбії — 2024